# Tōsandō

Tōsandō

Tōsandō (jap. 東山道 dosł. prowincja, region wschodnich gór) – jeden z siedmiu okręgów Gokishichidō – najstarszego podziału terytorialnego Japonii. 
W skład okręgu Tōsandō wchodziły:
- Prowincja Ōmi
- Prowincja Mino
- Prowincja Hida
- Prowincja Shinano
- Prowincja Kōzuke
- Prowincja Shimotsuke
- Prowincja Mutsu
- Prowincja Dewa